# Bill Long Award
Der Bill Long Award ist eine Auszeichnung der Ontario Hockey League (OHL). Mit ihr werden seit 1989 in unregelmäßigen Abständen herausragende Dienste für die OHL (engl. distinguished service to the OHL) gewürdigt. Sie wurde ins Leben gerufen, um Bill Long (1917–2006) zu ehren, der in der OHL über drei Jahrzehnte als Trainer und General Manager aktiv war.

## Liste der Gewinner
- Jahr: Nennt das Jahr, in dem der Offizielle den Bill Long Award gewonnen hat.
- Preisträger: Nennt den Namen des Gewinners.
- Team: Nennt die Organisation, für die der Geehrte aktiv war.

| Jahr | Preisträger           | Team                                                  |
| ---- | --------------------- | ----------------------------------------------------- |
| 2019 | Larry Mavety          | Belleville Bulls Kingston Raiders Kingston Frontenacs |
| 2016 | Pat Casey             | Peterborough Petes                                    |
| 2013 | Ray McKelvie          | Owen Sound Attack                                     |
| 2010 | Peter Karmanos junior | Plymouth Whalers                                      |
| 2009 | Sam Sisco             | Ontario Hockey League                                 |
| 2009 | Bert O’Brien          | Ottawa 67’s                                           |
| 2008 | Gil Hughes            | Oshawa Generals                                       |
| 2008 | Don Brankley          | London Knights                                        |
| 2006 | Jeff Twohey           | Peterborough Petes                                    |
| 2005 | Bert Templeton        | posthum verliehen                                     |
| 2003 | Norm Bryan            | Peterborough Petes                                    |
| 2002 | Jack Ferguson         | Ontario Hockey League                                 |
| 2002 | Jim Lever             | Ontario Hockey League                                 |
| 1997 | Wren Blair            | Kingston Frontenacs                                   |
| 1997 | Frank Bonello         | Toronto St. Michael’s Majors                          |
| 1994 | Brian Kilrea          | Ottawa 67’s                                           |
| 1993 | Robert L. Vaughan     | Belleville Bulls                                      |
| 1992 | Herb Warr             | Peterborough Petes                                    |
| 1990 | Sherwood Bassin       | Sault Ste. Marie Greyhounds                           |
| 1989 | Earl Montagano        | Ottawa 67’s                                           |
| 1989 | Alec Campagnaro       | Guelph Platers                                        |

## Quelle
- Ontario Hockey League Media Information Guide 2014–2015, S. 134.